# Île-Tudy
Île-Tudy è un comune francese di 729 abitanti situato nel dipartimento del Finistère nella regione della Bretagna.

## Società

### Evoluzione demografica
Abitanti censiti